# Santa Maria de Gimenells
Santa Maria de Gimenells és un nucli poblacional que pertany al municipi de Gimenells i el Pla de la Font, a la comarca del Segrià, de Catalunya.
L'any 2018 tenia 26 habitants.